# Istoria Ploieștiului
Municipiul Ploiești este reședința județului Prahova. 
Istoria orașului este bogată, iar o parte din ea va fi prezentată aici.

## Legende
Cu privire la data înființării și la primii locuitori ai unei localități cu numele Ploiești există puține mărturii scrise. Din punct de vedere istoric, apariția actualei așezări nu este atestată în niciun izvor.
Istoricii și arheologii au scos la iveală o serie de mărturii semnificative care atestă o locuire neîntreruptă a acestor meleaguri, strâns legate de întreaga arie a civilizațiilor traco-geto-dace. Săpăturile arheologice au pus în evidență unele vestigii mezolitice în zona Ploiești-Vest și a unor așezări neolitice în zona Ploiești-Nord. De asemeni s-au găsit vestigii din epoca bronzului, precum și din perioadele mai recente din secolele VIII - VI î.Hr. până în pragul epocii romane.
Legenda spune că demult, înainte de întemeierea Țării Românești, într-o poiană spre marginea de miazănoapte a nesfârșitului Codru al Vlăsiei, a poposit un cioban, Moș Ploae, împreună cu cei 7 feciori ai săi cu turmele sale. Găsind aici iarbă bună pentru oi, dar și ceva pământ rodnic pentru agricultură, nu a plecat mai departe, ci a construit case pentru el și pentru copiii lui, întemeind o așezare căreia i-a dat numele său. Cât adevăr conține această legendă este greu de spus. Se mai povestește că Ploieștii aveau șapte case și un schit de maici și că locuitorii, înmulțindu-se, și-au cucerit locuri de case și ogoare, ca toporani în luptă cu pădurea.
Așezarea a apărut probabil în prima jumătate a secolului XIV-lea din mileniul trecut, cam în vremea cuprinderii acestor locuri între hotarele tânărului stat Țara Românească. Poate că întemeietorii Ploieștiului au fost într-adevăr ciobani, trecând cu turmele pe un tradițional drum de transhumanță, „Calea Oilor”, astăzi o importantă arteră a orașului unde se află sediul poliției municipale (actuala stradă Gheorghe Doja). La fel de bine se poate ca acești primi locuitori să fi fost și țărani, fugiți de prin satele lor de răul vreunui boier mai hrăpăreț.
Și asupra numelui așezării, legenda s-a confruntat cu părerea unor cercetători. Unii dintre ei susțin – părere care apare ca o ipoteză și în Dicționarul geografic al județului Prahova (1897) – ca numele orașului vine de la ploaie, „căci odată fiind înconjurat de păduri mari ce mergeau din partea de nord-vest a urbei și se continuau până la Carpați, cantitatea de ploaie a fost și este mare”. Clima orașului nu confirmă însă, cel puțin pentru ultimul veac, această ipoteză, regimul precipitațiilor nedepășind aici media pe țară.
Leonida S. Georgescu, în lucrarea „Orașul Ploiești sau Plăieșii”, publicată în 1928 la tipografia „Concurența” din localitate, propune o variantă inedită: în vechime, orașul s-ar fi numit Plăieși și nu Ploiești, întrucât „aici s-ar fi aflat un post permanent al plăieșilor lui Mihai Viteazul păzind granița spre Transilvania” (Cf. Florica Dumitrica - "Monografii și publicații documentare privind orașul Ploiești", Sesiune de comunicări și referate - 29 mai 1971 - Arh. St. Pl., 1973, p. 179). Ioan Moruzi, pornind de la afirmația lui Nicolae Bălcescu – că aici ar fi fost încă din timpul lui Mircea cel Bătrân o Căpitănie a județului Prahova (ca. 1413) – a pretins că numele ar veni de la plăieși, de la oștenii destinați să apere granițele. Se sugera chiar revenirea la numele „Plăieși". Oricât de seducătoare ar fi această ipoteză, nu a găsit nici ea prea mulți sprijinitori. Cei mai mulți s-au raliat ipotezei pe care au îmbrățișat-o și Nicolae Iorga, aceea că numele orașului ar veni de la un strămoș comun, acel Moș Ploe, cioban sau țăran. În sprijinul ei a fost adusă analogia cu formarea multor localități din țară, ca și faptul că în cele mai vechi mențiuni se găsește scris „Ploești” și nu „Ploiești”.
Potrivit unei alte legende, spre sfârșitul secolului al XV-lea, Ploieștiul era un mic cătun cu nouă case și un schit. Cătunul s-a extins prin lupta cu pădurea, locuitorii lui trebuind să defrișeze an de an noi bucăți din ea, pentru a înființa alte gospodării sau pentru a-și lărgi ogoarele. Amintirea acestui efort eroic a făcut ca urmașii lor, atunci când orașul a
devenit municipiu, în perioada interbelică, să aleagă drept emblemă doi lei smulgând din pământ un stejar, imagine care se găsește și astăzi pe stema Ploieștiului.

## Primele atestări scrise
Din punct de vedere documentar, toate lucrările de istorie menționează anul 1503, de când datează prima apariție în actele Brașovului a unor nume de căruțași „ploieșteni”, Drăgoi, Tudor, Neagu și alții. Prezența unor ploieșteni pe piețele unor orașe din Ardeal denotă că localitatea avea un nume și o bază economică ce-i permiteau să intre în relații comerciale cu centre de peste munți.
Numele mai apare într-un hrisov din 1567, semnat de domnul Țării Românești, Petru cel Tânăr, prin care se întărea o vânzare a "cinci răzoare" de vie între un anume Avruț din Ploiești și logofătul Coresi din Bărcănești.

## Târg domnesc
Legenda spune că Mihai Viteazul, în 1597, voind să facă un târg nou pe drumul spre Ardeal, a propus moșnenilor ploieșteni să le cumpere cu bani grei moșia. Aceștia însă, prin pârcălabul lor, au respins mai multe tentative ale voievodului, temându-se ca, odată cu pământul, să nu-și piardă și libertatea, să nu devină rumâni. Mihai a cumpărat o parte din moșia Băicoiului și le-a oferit-o în schimb ploieștenilor, care au acceptat „nu pentru că Băicoiul o fi mai mare, dar pentru că noi ne ținem stepena de moșneni slobozi și Măria-Ta dăruiești Țării Românești un târg nou la coborâtul din plaiuri”. Ploieștiul devine astfel o bază pentru operațiuni militare și este ridicat la rangul de târg domnesc.
Dintr-un document dat de Radu Vodă, la 26 iunie 1615, adevărul istoric apare însă cu deplină claritate, despuiat de poezie. În toamna lui 1597, ploieștenii, chiar dacă mai erau liberi, libertatea lor era serios amenințată și n-ar fi avut niciun interes să se opună planurilor lui Mihai, iar moșia nu le aparținea lor ci unor mici boieri. Ploieștenii nu s-au mutat nicăieri, ci doar au beneficiat de eliberare sau, în orice caz, de obținerea unor mici moșii în jurul așezării.
Sprijinit de domnie și sediu al căpitanului de Ploiești, Ploieștii se dezvoltă continuu pe parcursul secolului al XVII-lea, devenind un important centru urban al țării. Statutul urban, în primul rând, asigura locuitorilor târgului situația de oameni liberi, depinzând juridic și fiscal de domnitor și de dregătorii acestuia. În al doilea rând, căpătau dreptul ca, săptămânal să aibă o zi de târg, o zi când țăranii din împrejurimi, dar și mai de departe, să vină aici cu produsele lor, pentru a le vinde și a cumpăra diverse lucruri de la negustorii și meșteșugarii locali sau de la cei veniți din alte orașe.
Nici statutul urban, nici prezența întemeietorului nu au schimbat aspectul Ploieștiului, Mihai Viteazul neavând timpul să ridice palatele cu parcuri în care se plimbau cerbii îmblânziți, cu pridvoare și terase, despre care vorbește legenda. Este adevărat că domnitorul a stat mult aici, că se referea la noul tîrg ca la „curtea noastră”, iar străinii îl considerau locul lui preferat („luogo diletioso di Michaele”), dar probabil a locuit într-o casă mai răsărită de târgoveț sau într-o clădire improvizată, din lemn.
Prezența lui Mihai la Ploiești s-a legat de pregătirea strălucitei lui campanii peste munți, care avea să ducă la prima unire a neamului românesc. Aici a concentrat marele voievod, în toamna anului 1599, cea mai mare parte a oștirii lui, i-a terminat instruirea și organizarea, i-a primit jurămîntul și a trecut-o în revistă, activitate plastic evocată de Nicolae Bălcescu, pe baza informațiilor preluate de la Szamosközy „De a Ploiești a plecat el, în fruntea trupelor, pe valea Teleajenului, și apoi pe cea a Buzăului, spre Ardeal”.
Orașul Ploiești avea să vadă iarăși pe întemeietorul său după un an, încercând cu eroism și abnegație, dar fără succes, să apere ceea ce clădise. După ce a trecut munții în fruntea trupelor sale, după luptele nefericite de la Năeni și Ceptura și după strălucita manevră prin care s-a degajat de inamic, Mihai și-a ales pentru rezistență un loc la nord-est de Ploiești, pe valea Bucovelului. Existența orașului, cu oamenii lui, devotați domnitorului, în spatele taberei, îi oferea acestuia liniștea și răgazul de a-și odihni armata istovită, posibilități de aprovizionare și de noi recrutări.
De aici, „din castrele de la Teleajen”, scria din nou lui Basta, cerându-i ajutor, arătându-i situația grea în care se găsea, dar și hotărârea lui de a rezista. Într-un document intern din aceeași vreme, cu toată restriștea pe care o trăia, continua să se numească „Domn a toată Țara Românească și al Ardealului și al Țării Moldovei" și își exprima speranța că „va da bunul Dumnezeu să zdrobesc vrăjmașii mei sub picioarele mele”. Bătălia a avut loc în ziua de 19 octombrie 1600 și descrierile ei, mai ales cea datorată lui Miron Costin, atestă vitejia voievodului, „ca un leu în fruntea războiului”, ca și poziția bine aleasă, dar și imposibilitatea de a rezista unor forțe mult superioare, mai ales când s-a creat pericolul învăluirii prin ocuparea de către moldo-poloni a înălțimilor de pe Gâlmeia și când, în rândurile acestora, au intrat în luptă și husarii. Mihai a trebuit să se retragă, trecând prin Ploiești. Atunci, orașul pe care-l întemeiase l-a văzut pentru ultima oară. Credem că oștenii ploieșteni l-au însoțit și abia după câteva zile, după ce domnitorul, în urma unei noi și zadarnice rezistențe în Argeș, a părăsit țara, s-au întors la casele lor.

## Secolele XVII-XVIII
În secolul următor și în secolul al XVIII-lea, Ploieștiul a cunoscut o dezvoltare permanentă, ajungând să concentreze cea mai mare parte a vieții economice a regiunii. Așezat la loc bun, târgul de miercurea atrăgea lume multă. „Veneau negustori cu mărfuri și meșteșugari și țărani cu produsele lor spre desfacere. Mămulari, cojocari, tivilicheri, mărgelari, cercelari, plăpumari veneau în această zi a săptămânii cu marfa în desagi și o întindeau în piața târgului, pe sub maghernițe și șoproane cu acoperământ de șovar, rezemat de patru furci”. Meșteșugarii mai „groși” și țăranii care veneau cu „zarzavaturi, rogojini, funii, căldări, lemne de foc și alte multe, își făceau hambare, umbrare și îngrădiri de gard unde era loc mai slobod. Grânele, vinurile și peștele se vindeau din căruțe. Aceste producte, dimpreună aveau un loc mai întins în marginea târgului: oborul”.
Această afluență și creșterea populației au creat nevoia negoțului și în restul săptămânii. Unii negustori au început să-și vândă mărfurile încă din ajun (marțea), alții mai rămâneau o zi, alții, în sfârșit, se stabileau aici definitiv, ridicând prăvălii și ateliere, îngustând astfel locul de târg, silindu-l să se mute în afara orașului. Acest proces de mutare a pieței -și înaintea ei a oborului - mereu spre vest coincide cu procesul de creștere a așezării.
Creșterea economică a noului oraș nu putea să nu afecteze celelalte târguri ale regiunii. Cel mai lovit de concurență a fost Târgșorul, așezare străveche, înfloritoare în evul mediu, dezavantajată - prin mutarea capitalei la București - de schimbarea drumurilor comerciale, ca și de faptul că avea târg în aceeași zi cu Ploieștiul. În timp de un secol, Ploieștiul a reușit să-i treacă mult înainte, să-l împingă pe un loc modest între târgurile țării, restul având să-l facă în secolul al XVIII-lea boierii Muruzești, până ce el va cădea în rândul satelor.
După 1700 a venit rândul Gherghiței - târg vechi și renumit - să fie întrecută de Ploiești. Treptat, Gherghița a sărăcit, negustorii au început să se mute aiurea, însemnătatea sa a scăzut și, odată cu aceasta, și-a pierdut și protecția domnitorilor, care au dăruit-o în 1765, cu toată moșia ei, mitropoliei, locuitorii ajungând clăcași.
Locul acestora l-a luat Ploieștiul, ajuns în secolul al XVIII-lea o așezare importantă, înscrisă și pe hărți. Dacă până la începutul secolului al XVIII-lea nu știm unde rezidau ispravnicii județului Prahova, de atunci încolo ei stăteau sigur aici, unde îi găsește Sulzer, într-o „căsuță țărănească".
Dar Ploieștiul, în aceste aproape două secole, a fost nu numai un nou centru economic, ci și unul ostășesc, garnizoană de „roșii” și „călărași”. Mai puțini, dar mai vechi, erau roșii, „breasla de curteni”, recrutați dintre micii boieri sau dintre urmașii acestora, unii dobândind pentru diverse merite titlul și funcția de mic dregător (pe care nu le puteau transmite urmașilor) și care luptau, în timp de război, cu echipamentul și calul lor, în cetele boierești sau domnești, în Ploiești. Probabil că existau astfel de curteni înainte de domnia lui Mihai Viteazul, dar așezarea a devenit garnizoană a roșiilor abia odată cu domnia lui.
Slujitorii, ceilalți războinici de țară, apăruseră la sfârșitul secolului al XVI-lea, dar se pare că Mihai Viteazul este adevăratul creator al breslelor de dorobanți și călărași, recrutați de obicei dintre țăranii liberi care își vânduseră pământul și care deci puteau fi mutați acolo unde era garnizoana. La Ploiești, unde oamenii deveniseră liberi (dacă nu fuseseră chiar înainte de 1597), dar unde moșia orașului era foarte mică, mulți locuitori au fost nevoiți să devină oșteni, printre ei și meșteșugari sau țărani nou aduși aici. Se poate afirma că, oficial sau nu, Ploieștiul a devenit garnizoana de călărași odată cu înființarea lui ca oraș. Călărașii, al căror număr a crescut în prima jumătate a secolului al XVII-lea, prestau serviciu, ca și ceilalți slujitori, în armată pe timp de război, în administrație în timp de pace, unii ajungând stegari sau chiar iuzbași. Pentru a trăi, foloseau pământ din moșiile domnești sau boierești, fiind obligați la toate prestațiile feudale, dar rămânând oameni liberi și scutiți de biruri. De aici o serie de nemulțumiri față de marii boieri și de unii domnitori, nemulțumiri care degenerau uneori în răscoale. Astfel, în 1623—1624 s-au ridicat împotriva domnitorului Alexandru Coconul călărașii din Ploiești, Gherghița și Rușii de Vede, care au fost, însă, până la urmă, înfrânți într-o aprigă ciocnire la Mănești.

## Boierii Muruzești
În plină înflorire economică, orașul a primit o puternică lovitură. Chiar în anul suirii sale pe tron (1774), Alexandru Ipsilanti, deoarece l-a găsit în țară pe vărul său Ianache Muruz fără suficientă avere și pentru că a găsit această moșie Ploiești, numită înainte Târgșor, „slobodă”, i-o dăruiește, împreună cu cele două târguri, obligând „lăcuitorii de casă și de prăvălie” să plătească adet și să nu mai aibă voie să vândă vin sau rachiu fără aprobarea boierului.
Ploieștenii, conștienți de marea primejdie care îi pândea, au încercat de la început să o prevină, dar nu au avut la îndemână (se pare că le amanetaseră) documentele și întăririle pe care le primiseră de la Mihai Viteazul și Matei Basarab. Ei nu s-au resemnat însă și au început un lung proces, împotrivindu-se, în același timp, astfel încât boierul nu a reușit să stăpânească efectiv târgul.
În 1781, deși o parte a orășenilor, urmașii celor „ce se trag din neamul roșiilor, călărașilor și cămărașilor celor vechi”, s-au desolidarizat de ceilalți, cerându-și separat drepturile, ploieștenii au reușit să determine judecarea procesului și au câștigat o victorie parțială. Prin actul pe care îl capătă la 18 octombrie, Ploieștiul era declarat târg slobod, în schimb moșia rămânea în stăpânirea efectivă a boierului și acesta capătă chiar dreptul să-și ridice case în oraș, în perioada următoare începând să-și strângă și să-și aducă materialele.
Muruz nu s-a resemnat însă și, la schimbarea domnitorului, profitând de faptul că, în 1781, orășenilor li se luaseră vechile hrisoave în schimbul cărții date de Ipsilanti, s-a adresat lui Nicolae Caradja (1782-1783). Comisia divanului însărcinată cu cercetarea l-a părtinit pe Muruz - acum mare vornic - și domnitorul, prin hrisoavele din 1782, a dat acestuia „unind împreună moșia de câmp și orașul să le stăpânească nedeosebite", stabilind obligațiile în muncă ale locuitorilor, posibilitățile de a le converti în bani, interzicând producerea și vânzarea vinului și rachiului și stipulând alte obligații de clăcășie de care urmau să fie scutite numai neamurile de roșii și călărași. Orășenii continuând să se împotrivească, Muruz a cerut și a obținut o nouă întărire de la Mihai Suțu (1783), odată cu porunca dată ispravnicilor de a pune în aplicare cartea domnească. Se pare că acum boierul a putut să se instaleze mai temeinic în stăpânirea orașului și chiar, terminându-și casele, să se așeze aici.
La schimbarea domniei, orășenii „au venit cu mulțime de norod” în fața lui vodă, „cerând slobozenia lor după privilegiul ce au avut”, iar Nicolae Mavrogheni a eliberat orașul în condițiile hrisovului din 1781. De astădată boierul nu a respectat hotărârea, uneltind pe lângă divan, iar după începerea ocupației austriece a încălcat-o fățiș. Plângerile ploieștenilor adresate administrației militare austriece și apoi domnitorilor Mihai Șuțu (1791 - 1793) și Alexandru Moruzi (1793 - 1796) au rămas zadarnice, stăpânirea boierească asupra orașului consolidându-se.
Încurajați de moartea lui Ianache Muruz, ca și de revenirea pe tron a lui Alexandru Ipsilanti (1796 - 1797), orășenii au redeschis procesul și l-au câștigat, domnitorul, consecvent cu hotărârea lui din 1781, redând printr-un nou hrisov libertatea orașului. Victoria a fost însă de scurtă durată. După schimbarea domniei, băneasa văduva Elena Muruz și fiica ei Ralu, măritată curând cu beizadea Costache Caradja (fiul lui Nicolae Caradja), s-au adresat lui Constantin Hangerli (1797 - 1799) care, printr-un hrisov din 12 octombrie 1798, dădea din nou orașul Muruzeștilor, poruncind postelnicului ca, odată cu punerea în posesie a acestora, să ia de la mâna orășenilor și copia ultimului hrisov al lui Ipsilanti.
Muruzoaia și ai ei au păstrat orașul și sub domnia lui Alexandru Moruzi (1799 - 1801), Mihai Șuțu (1801 - 1802) și Alexandru Șuțu (iunie - septembrie 1802), căpătând noi întăriri. Descurajarea orășenilor a trecut repede, mai ales când între Muruzoaia și ginerele ei, Costache Caradja, au început certuri pentru stăpânirea casei din Ploiești. Jalba pe care au adresat-o lui Constantin Ipsilanti nu a fost însă rezolvată favorabil.
Văzând că nu li se face dreptate, sătui de procese, exasperați de Costache Caradja, orășenii s-au răsculat în 1807. Strângându-se cu mic, cu mare, au tăbărât asupra curților, le-au cucerit, au alungat slujitorii și au dărâmat din temelii casele Muruzeștilor. Ploieștenii au redeschis și procesul, sub regimul ocupației rusești, înarmați cu o scrisoare de iertăciune pe care le-o dăduse, intimidată, Muruzoaia. Dar „Înaltul Divan și Comitet al Prințipatului Valahiei” a dat, la 27 ianuarie 1809, dreptate lui Caradja.
Ploieștenii nu s-au mai supus însă, ci au început să se organizeze, având în frunte pe Hagi Dumitru Grecu, Gheorghe Simigiul și Stance Cavaful. Cu toate că se poruncește arestarea acestora și se amenință cu intervenția polcovnicului Berdeaev, în iulie 1809 împotrivirea devine generală, orășenii refuzând în masă să mai dea dijmă, să presteze clacă, trecând din nou la vânzarea vinului și a rachiului, trimițând și o jalbă la Iași, guvernatorului rus. La cererea disperată a lui Costache Caradja, în august 1809, împreună cu mumbașirul Efstratie, sînt trimiși un ofițer și câțiva soldați imperiali, care au trecut la pecetluirea buților și la pedepsirea orășenilor. Dar aceștia erau acum prea hotărâți și prea puternici pentru a se mai lăsa intimidați; unii dintre ei s-au făcut „sudiți” (supuși) englezi sau francezi, pentru a beneficia de protecția consulilor respectivi, ceilalți s-au adresat cu noi jalbe guvernatorilor ruși și, în același timp, au încălcat în masă poruncile Divanului, la începutul anului 1810 rupând pecețile puse pe buți și reîncepând vânzarea băuturilor. Autoritățile au încercat să aresteze pe Marin Brutarul și pe alți capi ai răzvrătiților, dar un mare număr de orășeni a sărit să-i apere, fiind prins numai Ion Bărbierul, care umbla pe ulițe îndemnând pe concetățeni să nu mai plătească avaet. La o nouă încercare a ispravnicilor de a pune mâna pe ațâțători, orășenii i-au bătut și alungat pe slujitorii acestora, apoi s-au strâns la isprăvnicie, au izgonit paznicii, au spart porțile pușcăriei și au eliberat pe cei închiși. Ei au cerut să le fie predat Costache Caradja, el fiind cauza tuturor necazurilor. Boierul, prinzând de veste, a reușit să se refugieze la un vecin al său, pe moșia Bereasca, dar „zurbagiii", negăsindu-l, „se năpustiră toți și dărâmară casele boierești” care începuseră să fie din nou ridicate.
Abia după terminarea ocupației rusești, Costache Caradja a reînceput lupta. El a reușit să obțină de la Ioan Gheorghe Caradja (1812 - 1818), în decembrie 1813 și aprilie 1814, întăriri în stăpânirea orașului și sprijinul efectiv al ispravnicilor. Tulburările au început însă imediat, ploieștenii înaintând și ei o jalbă și paralizând viața economică a zonei prin închiderea tuturor prăvăliilor. Agitația a crescut și mai mult la 26 aprilie 1814, când oamenii domniei i-au ridicat pe instigatori, Vasile Bidiviu și David Măcelarul, și i-au închis la ocna Telega. Ploieștenii, în masă, cu femeile și copiii în căruțe, au venit în capitală. Vodă i-a întâmpinat la fântâna lui Mavrogheni, sfătuindu-i să se întoarcă acasă și să lase numai o delegație. Cei rămași (serdarul Barbu Danescu, polcovnicul Dinu Majeru, etc.) au angajat un avocat și au asistat la toate dezbaterile procesului, dar sentința nu a fost favorabilă. Orășenii nu mai erau însă de mult dispuși să se supună, așa încât au rămas în fapt liberi, neținând seama nici de această sentință și nici de porunca din l martie 1819 a ultimului fanariot, Alexandru Șuțu.
Ultima încercare pe care au făcut-o moștenitorii lui Muruz de a acapara efectiv orașul a fost o jalbă datând din perioada Regulamentului organic. Kiseleff a pus însă pe ea rezoluția: „Chestiunea acestui proces nefiind de competența noastră, rămâne a se înfățișa la domnitorul ce se va numi în urmă”. Dar, după terminarea ocupației rusești, „chestiunea" nu a mai fost niciodată ridicată. Lua sfârșit astfel, în favoarea ploieștenilor, cea mai lungă luptă de acest fel din istoria patriei noastre, victoria fiind dobândită nu pe cale legală, ci prin împotrivire dârză.

## Viața economică în secolul XIX
Sfârșitul luptelor cu Muruzeștii a marcat intrarea Ploieștiului în istoria modernă, târgul transformându-se treptat, de-a lungul a opt-nouă decenii, într-un oraș. A continuat extinderea lui, din vechea vatră de pe lângă Dâmbul în cinci direcții, mai întâi pe lângă drumurile care legau așezarea de alte centre, spre sud, sud-vest, vest, nord-vest, nord, lăsând porțiuni mari de câmp între zonele locuite, porțiuni fragmentate de străzi mult mai târziu. Unii locuitori s-au grăbit să acapareze mari suprafețe de teren chiar în părțile centrale ale orașului și cu atât mai mult în aceste zone. Cu toate numeroasele plângeri și procese, unele rezolvate favorabil, mari grădini și locuri virane de hectare întregi s-au menținut până în perioada interbelică, când au fost parcelate.
De prin 1832 au apărut și primele preocupări de urbanistică, concretizate, în primul rând, prin pavarea (în 1833—1835) a pieței centrale a orașului și a celor șase mici străzi din jur. Apoi, treptat, au fost pietruite și celelalte artere principale ale orașului, dar abia după 1870 acest proces a fost terminat. Până la primul război mondial, după modelul
bulevardului, s-a trecut la înlocuirea caldarâmului de pe străzile mari cu macadam și la pavarea unor trotuare cu plăci de ardezie.
Au început să apară (prima chiar înainte de 1825) case cu etaj și locuințe moderne în care se pot recunoaște tot mai pregnant ecourile unor stiluri occidentale (mai ales neoclasic), în acest proces de primenire a locuințelor, a aspectului târgului, un rol deosebit l-a avut marele incendiu din martie 1843. Izbucnit dintr-o neglijență, incendiul, ajutat și de vânt, s-a întins cu repeziciune și a mistuit în câteva ore aproape întregul centru și o bună parte din oraș. La apelul domnitorului Gheorghe Bibescu, o colectă națională a adus în Ploiești o mare sumă de bani cu care s-a putut trece la refacere (pe lângă rezervele pe care le-au putut salva cei sinistrați și banii pe care i-au putut împrumuta). Toată această dezvoltare edilitară, ca și cea administrativ-politică, a avut la bază dezvoltarea economică a așezării. 
Ploieștiul a trecut din evul mediu în epoca modernă ca un puternic centru comercial și și-a păstrat acest caracter în întreg secolul trecut și în cel actual. În cadrul comerțului, locul principal l-a ocupat, multă vreme, cel cu băuturi. Hanurile și cârciumile au fost primele și cele mai vechi prăvălii ale orașului, unele dintre ele, ca hanul Călugărului, funcționând mai bine de un secol și jumătate. Statistica din 1880 dădea cifra de 448 cârciumi și 33 rachieri. În realitate, acesta era numărul celor ocupați în ramură, numărul cârciumilor nedepășind atunci 150; în 1913, însă, erau 287. Unele dintre ele erau restaurante, iar altele asigurau o bună parte din comerțul cu alimente și chiar cu mărunțișuri. De altfel, în secolul trecut, o serie de ramuri comerciale s-au desprins de cârciumărit, fără ca o separație completă să se producă până la primul război mondial. Una, desprinsă încă în prima jumătate a secolului, a fost „brașovenia”, înțelegându-se prin aceasta comerțul cu mărfuri de Brașov, sau, în general, din apus (în principal fierărie). Amintim astfel firma „Frații Stănescu” (de pe la 1855), pe cea a lui Dimitrie Moțoiu (1878), firma „Chițu și Iosifescu”, etc.
Paralel cu „brașoveniile” activau și „lipscaniile" (împărțite în „lipscani de lux" și „bogășieri"), profilate mai ales pe manufactură, stofe, țesături. Apoi au apărut câteva magazine de stofe sau de pânzeturi, băcănii, etc. A continuat să funcționeze târgul săptămânal lunea (după 1848). Cele mai mari magazine ploieștene serveau și ca depozite, aprovizionând cu mărfuri negustorii din județ.
Meșteșugurile s-au dezvoltat și ele, diversificându-se din ce în ce mai mult, unele trecând de la producția de marfă la servirea populației, altele, dimpotrivă, împletindu-se tot mai strâns cu comerțul.
După 1887, meșteșugurile au început să-și piardă preponderența, menținându-se însă în continuare. Jumătatea secolului XIX a adus în economia ploieșteană și industria, prima ramură în care s-a depășit stadiul manufacturier fiind tăbăcaria. Foarte repede s-a ajuns la mari întreprinderi ca cele ale fraților Velicu (1878), a lui I. Hristodoresu (1885), a fraților Mihăilescu, a fraților Rîmniceanu etc., care aveau câte 40 - 50 de muncitori și prelucrau sute de piei lunar, producând talpă, iuft, marochin, meșină și alte articole. Dar cea mai caracteristică ramură industrială, cea în care orașul a înscris o premieră mondială, a fost prelucrarea petrolului.

În primăvara anului 1856, Teodor Mehedințeanu, întors dintr-o călătorie de studii, a adus cu el două lămpi care ardeau cu ulei extras din șisturi bituminoase, îndemnat de profesorul Alexe Marin și cu ajutorul farmacistului Steege, el a distilat țiței, obținând petrol lampant, folosit în aceste lămpi, dădea o lumină mai vie și mai puțin miros. Încurajat de succes, el a participat la o licitație și a obținut concesiunea iluminării orașului București, apoi l-a convins pe fratele său Marin să înființeze o distilerie de petrol, în timp ce el umbla prin Europa, achiziționând de la Hamburg, în vederea adaptării, niște cazane pentru distilarea șisturilor bituminoase, fratele său a început să construiască, prin decembrie 1856, „fabrica de gaz”. Ridicată la bariera Râfov, „între gârle”, în mahalaua Sf. Dumitru, instalația a început să funcționeze în primăvara lui 1857. La sfârșitul aceluiași an, supusul austriac Ed. Madasch a înființat a doua distilerie, la bariera Rudului, în 1860 Gheorghe Sfetescu pe cea de-a treia, în mahalaua Sf. Sava, iar în 1862 și 1865 au apărut altele, la Ploieștiori. Unele dintre aceste întreprinderi aveau o existență efemeră, altele au activat însă decenii la rând (în 1894, în Ploiești și împrejurimi funcționau 18), asigurând petrol lampant pentru iluminarea publică a Capitalei (1857), și apoi a orașelor Ploiești, Buzău, Târgoviște, Galați, etc. și trecând la fabricarea unor produse superioare.
Până pe la 1900, rafinăriile au rămas relativ mici, abia în primii ani ai secolului trecut societățile cu capital românesc sau străin reușind să instaleze mari rafinării (prima fiind „Orion”) care o vreme au coexistat cu cele ale localnicilor și apoi le-au înghițit treptat. Producător mai vechi de materiale de construcții, orașul a cunoscut și în această ramură un avânt considerabil, în 1886, arhitectul Toma N. Socolescu a înființat o „fabrică de obiecte de teracotă și ceramică” (sobe smălțuite, vase, olărie), apoi și de faianță. El a fost urmat de alți întreprinzători care au deschis vărării sau fabrici de cărămidă, în Ploiești s-a dezvoltat și o industrie a ambalajelor (fabrici de „lăzi de Brașov”, pungi, cartoane, frânghii și sfori), iar în prelucrarea lemnului, cea mai importantă unitate era fabrica lui Bărbulescu, înființată în 1910, pe Calea Oilor.
Industria alimentară era și ea bine reprezentată la Ploiești prin morile mecanice care produceau toate calitățile de făină (în 1911 apare prima fabrica de morărit, cea a lui Jacques Leon), ca și industria poligrafică, ce a debutat în 1866, cu atelierul lui G. Vallenstein, și a ajuns până la marea fabrică „Progresul” (1880), cu opt secții și 95 de mașini la care lucrau câteva sute de muncitori.
De semnalat este și faptul că în Ploiești începe să apară și o industrie metalurgică, legată fie de agricultură (reprezentante ale unor firme străine și ateliere de reparat utilaj, ca „Hans Nissl”, de pildă), fie de exploatarea și prelucrarea petrolului (fabrica de cazangerie „Meteor” sau ateliere metalurgice ale societății „Foraj”). 
Astfel, încă de la sfârșitul secolului trecut, orașul se afirmase ca un puternic centru industrial.

## Evenimente din secolul XIX
În 1821, ploieștenii nu au avut o atitudine favorabilă Eteriei, dovadă fiind faptul că o ceată de arnăuți, care mergea în întâmpinarea comandantului, a trebuit să ocolească orașul și numai când Ipsilanti a venit cu toată forța sa l-a putut ocupa. Ipsilanti a rămas aici zece zile, inspectându-și trupele, strângând armele pe care le-a găsit la locuitori, a făcut înrolări de greci și de bulgari și, plecând spre București, a lăsat la Ploiești, până către sfârșitul lunii mai, o unitate condusă de Ducaș. Oștirea lui Tudor Vladimirescu nu a ajuns până la Ploiești, dar din câteva însemnări pe marginea unor cărți bisericești, reiese că prahovenii erau de acord cu programul revoluției. Vechile tradiții de luptă, noile idei democratice, conștiința națională tot mai puternică pregătiseră pe ploieșteni pentru revoluție.
Chiar în ziua de 11 iunie 1848, în Ploiești se citeau circulara Ministerului din Lăuntru, semnată de Nicolae Golescu, și textul proclamației, orășenii trecând în masă de partea revoluției. La 15 iunie 1848, o deputație numeroasă de ploieșteni, cu steagul tricolor, însoțită de preoți și protopop, în frunte cu sfatul orășenesc, s-a prezentat Guvernului Provizoriu. La cuvântările entuziaste ale acestora a răspuns Constantin A. Rosetti care a spus, printre altele: „Guvernul Provizoriu simte cea mai vie mulțumire că deputații orașului au fost cei dintâi ce s-au grăbit a încredința pe guvern de simpatia ce județul acesta a avut pentru instituția acestor principii”. După trei zile a fost numit ca administrator al județului Prahova pictorul Ion Negulici care, prezentându-se imediat la post, a preluat cu fermitate conducerea revoluției la Ploiești. Au fost numiți comisari de propagandă la 27 iunie Constantin Telegescu, Dimitrie Florescu și Atanasie Baronti, la 12 iulie „Almășan profesorul”, „Elisei armeiul”, la 12 august „Codrea profesorul" (Ion Codru Drăgușanu). În localul Școlii Naționale s-a înființat un club revoluționar, unde Negulici sau comisarii țineau cuvântări înflăcărate, lămurind cetățenilor scopul și sensul revoluției, în semn de rupere cu trecutul feudal, Regulamentul Organic a fost ars în mijlocul orașului, în cadrul unei mari adunări.
Ca în întreaga țară, în Prahova revoluția a dat mai multă claritate idealurilor naționale, în anii următori, mai ales după 1856, lupta pentru Unire a cuprins și aici cele mai largi pături, în Ploiești luând ființă un comitet unionist care organiza numeroase întruniri.
La 8 august 1870 a fost proclamată Republica de la Ploiești.
În anii 1877 – 1878 ploieștenii au dovedit sentimentul lor de solidaritate internațională cu popoarele balcanice asuprite de turci. Încă din perioada în care România se declarase neutră, guvernul a aprobat bulgarilor din Ploiești înființarea unui „comitet de binefacere”, în vederea ajutorării refugiaților de peste Dunăre, iar după încheierea convenției cu Rusia aici au fost mutate, completate și instruite detașamentele de voluntari bulgari.
Situația orașului a fost grea, deoarece era străbătut de două dintre cele trei drumuri pe care se concentrau trupele țariste pe Dunăre, impunând crearea unei importante etape cu tabără pentru trupă, cvartiruri pentru ofițeri, manutanță etc. Deși, în general, bunurile rechiziționate sau stricate au fost plătite, pentru ploieșteni prezența trupelor ruse a însemnat un sacrificiu greu. În schimb, s-a remarcat, chiar de către comandanții imperiali, alături de atitudinea prietenoasă, ospitalieră, a orășenilor, demnitatea de care aceștia au dat dovadă, demnitate ce caracteriza un popor independent, conștient de însemnătatea a ceea ce dobândise.
Timp de 19 zile (25 mai — 13 iunie), orașul a devenit un veritabil centru internațional, atrăgând atenția întregii Europe. Alături de țarul Alexandru al II-lea, de țarevici și de marele duce Vladimir, au mai locuit la Ploiești Alexandru de Battenberg
(viitorul suveran al Bulgariei), cancelarul Alexandru Gorceakov, ministrul de război Miliutin, adjutanți, secretari de stat. S-au dus aici multe tratative cu caracter internațional între țar și principele Serbiei sau domnitorul Carol I (care l-a vizitat în două rânduri pe țar și căruia acesta i-a întors vizita la București). Orașul a fost pur și simplu invadat de corespondenți ai unor ziare franceze, italiene, spaniole, germane, engleze etc.
Până la primul război mondial funcționau câte șase școli de băieți și de fete și câteva școli mixte. Învățământul secundar ploieștean număra un liceu de băieți (1864), o școală secundară de fete (1874), o școală normală de învățători (1867—1881), o școală comercială, o școală de arte și meserii. Profesorii ploieșteni, pe lângă o strălucită activitate la catedră (care atrăgea elevi și din afara județului), erau autori de manuale (în ultimii ani ai secolului XIX, o treime din manualele care circulau în România proveneau de la Ploiești) și desfășurau o bogată activitate culturală.
Dezvoltarea tipografiilor a permis o vie activitate a editurilor și presei: până la primul război mondial au existat în Ploiești șase edituri (mai importante, cele ale lui Gh. Karjean și Zaharia Nicolau) și apăruseră, mai mult sau mai puțin timp, aproape 50 de periodice. Se creaseră câteva săli de spectacole, iar din 1913 cinematograful „Grivița” (aflat pe locul tribunalului de azi) a început să dea spectacole de patru ori pe săptămână. Ploieștiul a fost în toată această perioadă un centru cultural destul de puternic pentru a asigura ridicarea de aici a unor oameni de știință, scriitori și artiști.

## Secolul XX
În perioada primului război mondial, germanii, după ce bombardaseră inutil orașul (evacuat de trupele române), l-au ocupat cu mare fast, au reușit să repună în funcțiune o parte a întreprinderilor petroliere și au rechiziționat tot ceea ce putea servi la ducerea războiului, la alimentația soldaților ori a familiilor lor. Este de amintit spiritul de rezistență care i-a animat pe ploieșteni în acel timp. Profesorii locali au refuzat să predea limba germană populației și ore de limba română ocupanților. Cele două clase a VII-a de la Liceul „Petru și Pavel” au fost desființate din cauza atitudinii patriotice a elevilor, o femeie a fost arestată pentru că adăpostea prizonieri români evadați din lagăre. Aveau loc mereu împotriviri la rechiziții, muncitorii sabotau transporturile și depozitele inamicului sau refuzau să lucreze pentru acesta. Ocupanții germani au intrat în conflict până și cu autoritățile numite de ei (în 1917, primarul orașului a fost destituit și arestat), fără ca mișcarea de rezistență să poată fi înăbușită.
În condițiile desăvârșirii unității naționale, ale făuririi României Mari, orașul s-a dezvoltat cu repeziciune. Populația s-a refăcut și a depășit numărul antebelic, ajungând în 1930 la aproape 80.000 locuitori. Industria a cunoscut și ea o revenire rapidă, sporindu-și considerabil producția.

Rafinăriile Astra Română și Orion

Pe primul loc erau rafinăriile care, nou înființate sau rezultate din contopirea și modernizarea unora vechi, înconjurau orașul. Aparținând unor mari societăți cu capital în majoritate străin, ele se refăcuseră de pe urma distrugerilor din primul război mondial, își diversificaseră gama de produse și ajunseseră la mari producții și la sute de muncitori fiecare. Spre sud se găsea „Orion”, alături de ea, spre stânga, „Unirea”, spre dreapta „Astra Română”, spre nord „Vega” (care trecuse la societatea „Concordia”), spre est, pe lângă „Dacia”, s-a dezvoltat la Teleajen rafinăria „Româno-Americană”. Mai lucrau rafinăriile „Xenia” (la bariera Câmpinii), „Norris”, „Standard”, „Colombia”, „Redevența”, „Cometa”, „Lumina”, „Frăția”, „Luciana”, „Oilfields” etc. (în partea de sud-vest și vest).

Strada Câmpinii, 1921

Pe plan politic, cea mai puternică a fost organizația liberală, care a reușit să trimită deputați în parlament chiar în opoziție și să-și asigure mai mereu majoritatea locurilor de consilieri comunali și pe cel de primar. Conservatorii, niciodată agreați în Prahova, au dispărut rapid, iar celelalte partide (P.N.Ț., Partidul Poporului, Partidul Național Democrat etc.), nou apărute, se manifestau mai ales în perioadele de guvernare.

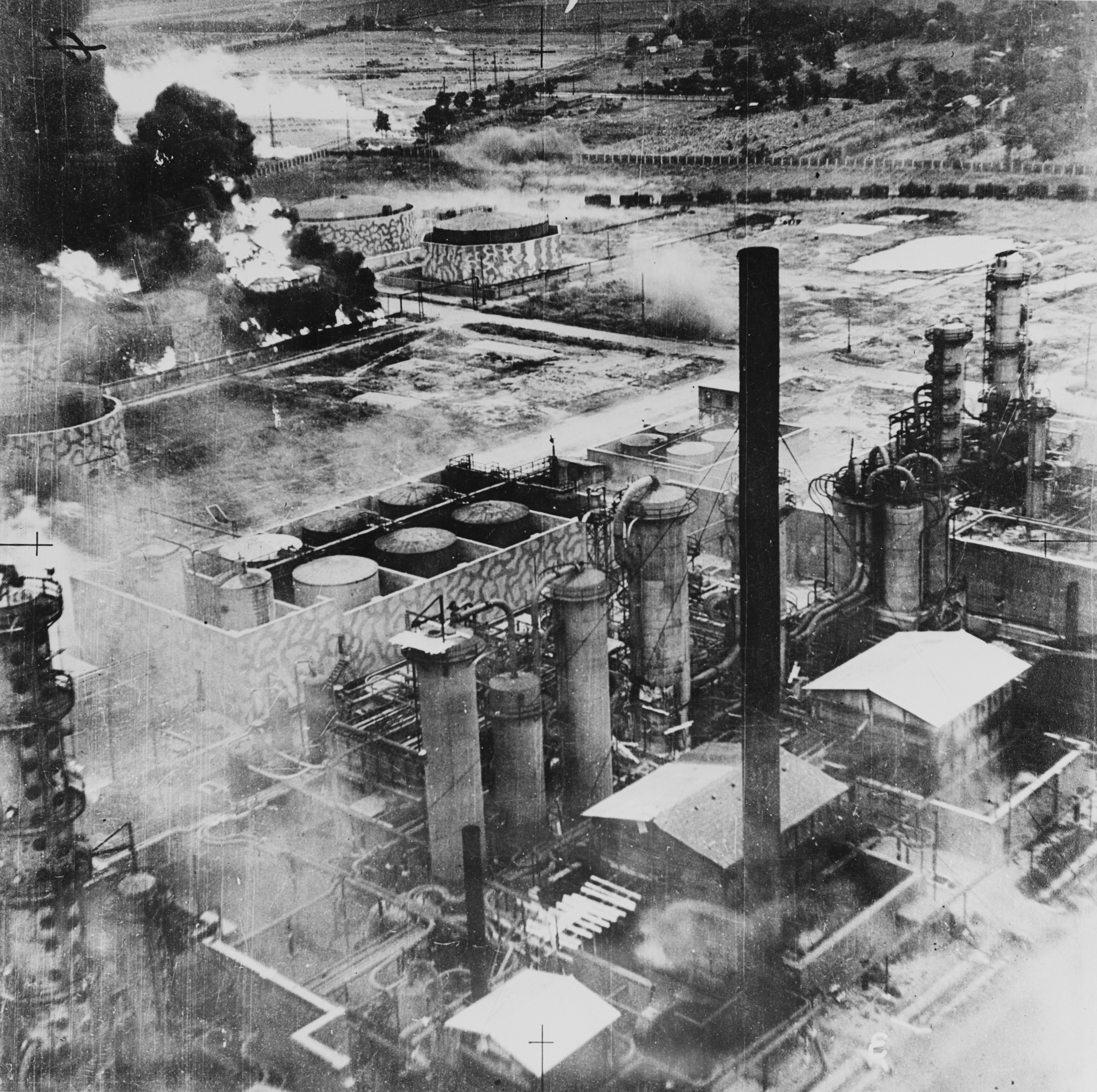
Ploiești: rezervoarele de petrol ale rafinăriilor în flăcări după bombardamentul american din 1 august 1943

În timpul celui de-al doilea război mondial, orașul Ploiești a fost victima unor puternice bombardamente aeriene. Pagube imense a provocat bombardamentul anglo-american din 1 august 1943, efectuat de 178 bombardiere B-24 Liberator, decolate de la Benghazi cu 325 tone de bombe și care zburau la joasă altitudine. Au fost lovite multe rafinării, dar eficacitatea apărării a provocat mari pierderi flotei aeriene, astfel încât bombardamentele n-au mai fost reluate decât în anul următor, când avioanele puteau folosi baze mult mai apropiate din Italia. Bombardamentele au început la 5 aprilie 1944 și au continuat până în august, înregistrându-se 23 de raiduri de atacare specială a Ploieștiului, pe lângă treceri de avioane și aruncări izolate de bombe, în total lăsându-se 13708 tone de explozibil. Mari pagube au suferit rafinăriile și alte întreprinderi, dar a fost avariat grav și orașul, au fost distruse clădirile unor instituții (câteva monumente de arhitectură) și aproape 2/3 din fondul de locuințe.
Se afirmă că baza documentară pentru pregătirea bombardamentelor ar fi fost cartea „Monografia orașului Ploiești“ de Mihail Sevastos, apărută în 1937, după ale cărei fotografii, mult mărite, ar fi fost stabilite țintele celor aproape douăzeci de raiduri devastatoare dintre august 1943 și august 1944.
Până la instaurarea regimului comunist în România a purtat numele de "Ploești" și a fost reședința județului Prahova (interbelic).

## Perioada comunistă
După 1944, în cadrul transformărilor sociale și economice sub regimul comunist, importanța orașului a scăzut.
În timpul perioadei comuniste, orașul a cunoscut o dezvoltare minoră intre anii 1944-1965, urmînd, ca apoi să înceapă o dezvoltare industrială, socială si un "boom" demografic, de la 100.000 de locuitori în anii 40 ajungînd la sfîrșitul epocii comuniste la 265.000 de locuitori. Orasul a crescut in importanta. Industrializarea a fost puternică, majoritatea populației Ploieștiului lucrînd în uzine ca: "1 mai", Cablul Romînesc, Rafinăriile si multe alte obiective industriale din Ploiești, care după anii 1990 au fost lăsate în paragină. Totuși, în perioada comunistă, cultura orașului a fost grav evitată.
După 1990 Ploieștiul cunoaște din nou un avânt cultural.